# Championnats d'Europe de patinage artistique 2013
Navigation
Édition précédente Édition suivante
Les championnats d'Europe de patinage artistique 2013 ont lieu du 21 au 27 janvier 2013 au Dom Sportova de Zagreb en Croatie. Pour la quatrième fois la capitale croate accueille les championnats européens de patinage après les éditions de 1974, 1979 et 2008.

## Qualifications
Les patineurs sont éligibles à l'épreuve s'ils représentent une nation européenne membre de l'Union internationale de patinage (International Skating Union en anglais) et s'ils ont atteint l'âge de 15 ans avant le 1er juillet 2012 dans leur pays de naissance. La compétition correspondante pour les patineurs non européens est le championnat des Quatre Continents 2013. Les fédérations nationales sélectionnent leurs patineurs en fonction de leurs propres critères, mais l'Union internationale de patinage exige un score minimum d'éléments techniques (Technical Elements Score en anglais) lors d'une compétition internationale avant les championnats d'Europe.

### Score minimum d'éléments techniques
L'Union internationale de patinage stipule que les notes minimales doivent être obtenues lors d'une compétition internationale senior reconnue par elle-même au cours de la saison en cours ou précédente.
| Score minimum d'éléments techniques                                                         | Score minimum d'éléments techniques | Score minimum d'éléments techniques |
| Discipline                                                                                  | Programme court                     | Programme libre                     |
| Messieurs                                                                                   | 25.00                               | 45.00                               |
| Dames                                                                                       | 20.00                               | 36.00                               |
| Couples                                                                                     | 20.00                               | 36.00                               |
| Danse sur glace                                                                             | 18.00                               | 28.00                               |
| ------------------------------------------------------------------------------------------- | ----------------------------------- | ----------------------------------- |
| Les scores des programmes courts et libres peuvent être obtenus à différentes compétitions. |                                     |                                     |

### Nombre d'inscriptions par discipline
Sur la base des résultats des championnats d'Europe 2012, l'Union internationale de patinage autorise chaque pays à avoir de une à trois inscriptions par discipline.
| Entrées                                                           | Messieurs               | Dames                         | Couples                               | Danse sur glace                                   |
| ----------------------------------------------------------------- | ----------------------- | ----------------------------- | ------------------------------------- | ------------------------------------------------- |
| 3                                                                 | Russie Tchéquie France  | Italie Russie                 | Allemagne Russie                      | Russie France                                     |
| 2                                                                 | Espagne Italie Belgique | Finlande Géorgie Suède France | Italie France Royaume-Uni Biélorussie | Italie Royaume-Uni Allemagne Lituanie Azerbaïdjan |
| Si non répertorié ci-dessus, une seule inscription est autorisée. |                         |                               |                                       |                                                   |

## Podiums
| Épreuves                            | Or                                  | Argent                            | Bronze                           |
| ----------------------------------- | ----------------------------------- | --------------------------------- | -------------------------------- |
| Messieurs résultats détaillés       | Javier Fernández                    | Florent Amodio                    | Michal Březina                   |
| Dames résultats détaillés           | Carolina Kostner                    | Adelina Sotnikova                 | Elizaveta Tuktamysheva           |
| Couples résultats détaillés         | Tatiana Volosozhar / Maksim Trankov | Aljona Savchenko / Robin Szolkowy | Stefania Berton / Ondřej Hotárek |
| Danse sur glace résultats détaillés | Ekaterina Bobrova / Dmitri Soloviev | Elena Ilinykh / Nikita Katsalapov | Anna Cappellini / Luca Lanotte   |

## Tableau des médailles
| Rang  | Nation    | Or | Argent | Bronze | Total |
| ----- | --------- | -- | ------ | ------ | ----- |
| 1     | Russie    | 2  | 2      | 1      | 5     |
| 2     | Italie    | 1  | 0      | 2      | 3     |
| 3     | Espagne   | 1  | 0      | 0      | 1     |
| 4     | Allemagne | 0  | 1      | 0      | 1     |
| 4     | France    | 0  | 1      | 0      | 1     |
| 6     | Tchéquie  | 0  | 0      | 1      | 1     |
| Total | Total     | 4  | 4      | 4      | 12    |

## Détails des compétitions

### Messieurs

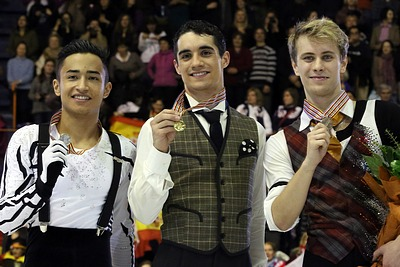
Podium des Messieurs

| 1                                           | Javier Fernández         | Espagne     | 274.87 | 2  | 88.80 | 1  | 186.07 |
| 2                                           | Florent Amodio           | France      | 250.53 | 1  | 89.82 | 3  | 160.71 |
| 3                                           | Michal Březina           | Tchéquie    | 243.52 | 4  | 79.84 | 2  | 163.68 |
| 4                                           | Brian Joubert            | France      | 232.47 | 3  | 83.93 | 5  | 148.54 |
| 5                                           | Maksim Kovtun            | Russie      | 226.57 | 7  | 74.46 | 4  | 152.11 |
| 6                                           | Alexander Majorov        | Suède       | 211.88 | 8  | 74.29 | 6  | 137.59 |
| 7                                           | Sergey Voronov           | Russie      | 210.18 | 5  | 78.38 | 7  | 131.80 |
| 8                                           | Viktor Pfeifer           | Autriche    | 194.77 | 10 | 67.34 | 9  | 127.43 |
| 9                                           | Chafik Besseghier        | France      | 189.67 | 11 | 66.93 | 10 | 122.74 |
| 10                                          | Peter Liebers            | Allemagne   | 187.96 | 17 | 56.67 | 8  | 131.29 |
| 11                                          | Tomáš Verner             | Tchéquie    | 177.41 | 9  | 68.99 | 19 | 108.42 |
| 12                                          | Kim Lucine               | Monaco      | 175.61 | 12 | 63.27 | 16 | 112.34 |
| 13                                          | Pavel Ignatenko          | Biélorussie | 171.18 | 14 | 58.38 | 15 | 112.80 |
| 14                                          | Alexei Bychenko          | Israël      | 171.12 | 18 | 56.42 | 12 | 114.70 |
| 15                                          | Yakov Godorozha          | Ukraine     | 170.29 | 15 | 57.44 | 14 | 112.85 |
| 16                                          | Javier Raya              | Espagne     | 169.58 | 19 | 54.21 | 11 | 115.37 |
| 17                                          | Viktor Romanenkov        | Estonie     | 167.98 | 13 | 59.66 | 20 | 108.32 |
| 18                                          | Zoltan Kelemen           | Roumanie    | 167.33 | 16 | 57.44 | 18 | 109.89 |
| 19                                          | Maciej Cieplucha         | Pologne     | 167.29 | 23 | 52.84 | 13 | 114.45 |
| 20                                          | Stéphane Walker          | Suisse      | 163.11 | 24 | 50.93 | 17 | 112.18 |
| 21                                          | Justus Strid             | Danemark    | 160.08 | 22 | 53.14 | 21 | 106.94 |
| 22                                          | Manol Atanassov          | Bulgarie    | 133.21 | 21 | 53.58 | 22 | 79.63  |
| Abandon                                     | Evgeni Plushenko         | Russie      |        | 6  | 74.82 |    |        |
| Abandon                                     | Pavel Kaska              | Tchéquie    |        | 20 | 53.76 |    |        |
| Patineurs éliminés après le programme court |                          |             |        |    |       |    |        |
| 25                                          | Paolo Bacchini           | Italie      |        | 25 | 50.68 | NC | NC     |
| 26                                          | Valtter Virtanen         | Finlande    |        | 26 | 48.41 | NC | NC     |
| 27                                          | Harry Mattick            | Royaume-Uni |        | 27 | 48.08 | NC | NC     |
| 28                                          | Saulius Ambrulevičius    | Lituanie    |        | 28 | 43.85 | NC | NC     |
| 29                                          | Ali Demirboga            | Turquie     |        | 29 | 43.47 | NC | NC     |
| 30                                          | Paul Bonifacio Parkinson | Italie      |        | 30 | 40.35 | NC | NC     |

### Dames

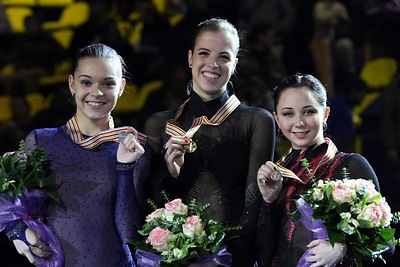
Podium des Dames

| 1                                             | Carolina Kostner              | Italie      | 194.71 | 2  | 64.19 | 2  | 130.52 |
| 2                                             | Adelina Sotnikova             | Russie      | 193.99 | 1  | 67.61 | 3  | 126.38 |
| 3                                             | Elizaveta Tuktamysheva        | Russie      | 188.85 | 4  | 57.18 | 1  | 131.67 |
| 4                                             | Valentina Marchei             | Italie      | 171.06 | 3  | 58.22 | 4  | 112.84 |
| 5                                             | Viktoria Helgesson            | Suède       | 155.72 | 6  | 54.77 | 7  | 100.95 |
| 6                                             | Nikol Gosviani                | Russie      | 154.41 | 12 | 50.92 | 5  | 103.49 |
| 7                                             | Sonia Lafuente                | Espagne     | 152.29 | 11 | 51.07 | 6  | 101.22 |
| 8                                             | Joshi Helgesson               | Suède       | 150.40 | 5  | 55.04 | 9  | 95.36  |
| 9                                             | Nathalie Weinzierl            | Allemagne   | 147.52 | 8  | 52.28 | 10 | 95.24  |
| 10                                            | Maé-Bérénice Meité            | France      | 147.14 | 13 | 50.79 | 8  | 96.35  |
| 11                                            | Lénaëlle Gilleron-Gorry       | France      | 143.74 | 7  | 53.32 | 14 | 90.42  |
| 12                                            | Kerstin Frank                 | Autriche    | 143.56 | 15 | 49.60 | 12 | 93.96  |
| 13                                            | Elena Glebova                 | Estonie     | 143.45 | 9  | 51.90 | 13 | 91.55  |
| 14                                            | Elene Gedevanishvili          | Géorgie     | 142.71 | 16 | 48.75 | 11 | 93.96  |
| 15                                            | Monika Simancikova            | Slovaquie   | 137.47 | 14 | 50.27 | 15 | 87.20  |
| 16                                            | Anita Madsen                  | Danemark    | 133.35 | 17 | 47.97 | 16 | 85.38  |
| 17                                            | Juulia Turkkila               | Finlande    | 130.79 | 10 | 51.47 | 21 | 79.32  |
| 18                                            | Kaat Van Daele                | Belgique    | 130.00 | 18 | 47.18 | 18 | 82.82  |
| 19                                            | Natalia Popova                | Ukraine     | 128.54 | 24 | 45.60 | 17 | 82.94  |
| 20                                            | Tina Stuerzinger              | Suisse      | 128.38 | 22 | 45.73 | 19 | 82.65  |
| 21                                            | Jenna McCorkell               | Royaume-Uni | 126.98 | 19 | 47.17 | 20 | 79.81  |
| 22                                            | Anne Line Gjersem             | Norvège     | 124.48 | 23 | 45.72 | 22 | 78.76  |
| 23                                            | Sila Saygi                    | Turquie     | 119.27 | 21 | 46.17 | 23 | 73.10  |
| 24                                            | Fleur Maxwell                 | Luxembourg  | 113.01 | 20 | 46.66 | 24 | 66.35  |
| Patineuses éliminées après le programme court |                               |             |        |    |       |    |        |
| 25                                            | Anna Afonkina                 | Bulgarie    |        | 25 | 44.89 | NC | NC     |
| 26                                            | Alina Fjodorova               | Lettonie    |        | 26 | 44.87 | NC | NC     |
| 27                                            | Roberta Rodeghiero            | Italie      |        | 27 | 44.71 | NC | NC     |
| 28                                            | Patricia Glescic              | Slovénie    |        | 28 | 43.36 | NC | NC     |
| 29                                            | Alisa Mikonsaari              | Finlande    |        | 29 | 41.34 | NC | NC     |
| 30                                            | Eliška Březinová              | Tchéquie    |        | 30 | 40.89 | NC | NC     |
| 31                                            | Inga Januleviciute            | Lituanie    |        | 31 | 35.53 | NC | NC     |
| 32                                            | Michelle Couwenberg           | Pays-Bas    |        | 32 | 35.28 | NC | NC     |
| 33                                            | Isabella Schuster-Velissariou | Grèce       |        | 33 | 35.09 | NC | NC     |
| 34                                            | Sabina Mariuta                | Roumanie    |        | 34 | 33.89 | NC | NC     |
| 35                                            | Mirna Librić                  | Croatie     |        | 35 | 33.73 | NC | NC     |
| 36                                            | Kristina Zakharanka           | Biélorussie |        | 36 | 31.73 | NC | NC     |

### Couples
| Rang | Nom                                     | Pays        | Points | Programme court | Programme court | Programme libre | Programme libre |
| ---- | --------------------------------------- | ----------- | ------ | --------------- | --------------- | --------------- | --------------- |
| 1    | Tatiana Volosozhar / Maksim Trankov     | Russie      | 212.45 | 1               | 73.23           | 1               | 139.22          |
| 2    | Aljona Savchenko / Robin Szolkowy       | Allemagne   | 205.24 | 2               | 70.21           | 2               | 135.03          |
| 3    | Stefania Berton / Ondřej Hotárek        | Italie      | 187.45 | 3               | 64.28           | 3               | 123.17          |
| 4    | Vanessa James / Morgan Ciprès           | France      | 178.81 | 4               | 59.27           | 4               | 119.54          |
| 5    | Yuko Kavaguti / Alexandre Smirnov       | Russie      | 175.48 | 5               | 56.20           | 5               | 119.28          |
| 6    | Ksenia Stolbova / Fedor Klimov          | Russie      | 167.23 | 8               | 53.70           | 6               | 113.53          |
| 7    | Daria Popova / Bruno Massot             | France      | 157.12 | 7               | 53.75           | 7               | 103.37          |
| 8    | Mari Vartmann / Aaron Van Cleave        | Allemagne   | 141.79 | 6               | 55.14           | 10              | 86.65           |
| 9    | Nicole Della Monica / Matteo Guarise    | Italie      | 140.89 | 9               | 47.26           | 8               | 93.63           |
| 10   | Stacey Kemp / David King                | Royaume-Uni | 131.51 | 10              | 45.39           | 11              | 86.12           |
| 11   | Julia Lavrentieva / Yuri Rudyk          | Ukraine     | 128.79 | 11              | 41.66           | 9               | 86.12           |
| 12   | Elizabeta Makarova / Leri Kenchadze     | Bulgarie    | 115.96 | 13              | 37.15           | 12              | 78.81           |
| 13   | Stina Martini / Severin Kiefer          | Autriche    | 112.29 | 12              | 39.07           | 13              | 73.22           |
| 14   | Maria Paliakova / Nikita Bochkov        | Biélorussie | 103.13 | 14              | 37.06           | 14              | 66.07           |
| 15   | Magdalena Klatka / Radosław Chruściński | Pologne     | 99.65  | 15              | 34.73           | 15              | 64.92           |

### Danse sur glace
| 1                                               | Ekaterina Bobrova / Dmitri Soloviev      | Russie      | 169.25 | 1  | 69.42 | 2  | 99.83  |
| 2                                               | Elena Ilinykh / Nikita Katsalapov        | Russie      | 169.14 | 2  | 68.98 | 1  | 100.16 |
| 3                                               | Anna Cappellini / Luca Lanotte           | Italie      | 165.80 | 3  | 66.53 | 3  | 99.27  |
| 4                                               | Ekaterina Riazanova / Ilia Tkachenko     | Russie      | 155.77 | 4  | 64.52 | 4  | 93.25  |
| 5                                               | Penny Coomes / Nicholas Buckland         | Royaume-Uni | 152.95 | 6  | 60.59 | 5  | 92.39  |
| 6                                               | Nelli Zhiganshina / Alexander Gazsi      | Allemagne   | 147.28 | 7  | 60.08 | 6  | 87.20  |
| 7                                               | Julia Zlobina / Alexei Sitnikov          | Azerbaïdjan | 144.83 | 5  | 60.93 | 10 | 83.90  |
| 8                                               | Tanja Kolbe / Stefano Caruso             | Allemagne   | 142.54 | 9  | 56.54 | 7  | 86.54  |
| 9                                               | Charlene Guignard / Marco Fabbri         | Italie      | 142.48 | 8  | 57.63 | 8  | 84.85  |
| 10                                              | Pernelle Carron / Lloyd Jones            | France      | 140.00 | 10 | 55.85 | 9  | 84.15  |
| 11                                              | Irina Shtork / Taavi Rand                | Estonie     | 132.90 | 14 | 50.51 | 11 | 82.39  |
| 12                                              | Siobhan Heekin-Canedy / Dmitri Dun       | Ukraine     | 129.36 | 11 | 53.59 | 13 | 75.78  |
| 13                                              | Alisa Agafanova / Alper Ucar             | Turquie     | 127.59 | 12 | 50.79 | 12 | 76.80  |
| 14                                              | Lucie Myslivečková / Neil Brown          | Tchéquie    | 124.62 | 13 | 50.52 | 15 | 74.10  |
| 15                                              | Sara Hurtado / Adrià Díaz                | Espagne     | 124.26 | 15 | 49.32 | 15 | 74.97  |
| 16                                              | Zsuzsanna Nagy / Mate Fejes              | Hongrie     | 117.60 | 16 | 48.48 | 17 | 69.12  |
| 17                                              | Federica Testa / Lukas Csolley           | Slovaquie   | 114.62 | 19 | 44.83 | 16 | 69.79  |
| 18                                              | Ramona Elsener / Florian Roost           | Suisse      | 113.29 | 17 | 45.09 | 18 | 68.20  |
| 19                                              | Olesia Karmi / Max Lindholm              | Finlande    | 110.94 | 20 | 44.29 | 19 | 66.83  |
| 20                                              | Angelina Telegina / Otar Japaridze       | Géorgie     | 107.26 | 18 | 44.94 | 20 | 62.32  |
| Couples de danse éliminés après la danse courte |                                          |             |        |    |       |    |        |
| 21                                              | Alexandra Zvorigina / Maciej Bernadowski | Finlande    |        | 21 | 44.25 | NC | NC     |
| 22                                              | Charlotte Aiken / Josh Whidborne         | Royaume-Uni |        | 22 | 41.83 | NC | NC     |
| 23                                              | Kira Geil / Tobias Eisenbauer            | Autriche    |        | 23 | 40.88 | NC | NC     |
| 24                                              | Lesia Valadzenkava / Vitali Vakunov      | Biélorussie |        | 24 | 36.60 | NC | NC     |
| 24                                              | Sarah Coward / Georgi Kenchadze          | Bulgarie    |        | 25 | 34.16 | NC | NC     |
| Forfait                                         | Allison Reed / Vasili Rogov              | Israël      |        | NC | NC    | NC | NC     |